# Наталија Марковић
Наталија Марковић (1977, Београд) је српска песникиња.

## Биографија
Рођена је 1977. године у Београду, где је дипломирала на Филолошком факултету Универзитета у Београду, на одсеку за руски језик и књижевност. Поезија јој је преведена на пољски и мађарски језик. Живи у Београду, члан је Српског књижевног друштва.

## Објављена дела

### Поезија
- Мембрана огледала, Матица Српска, Нови Сад, 1999.
- Киберлабораторија, Народна књига, Београд, 2007.

### Антологије
- Дискурзивна тела поезије, приредила група аутора, АЖИН, Београд, 2004.
- Неболомство, приредила Бојана Стојановић-Пантовић, Хрватско друштво писаца, Загреб, 2005.
- Поезија и последњи дани, приредио Добривоје Станојевић, Сербика, Београд, 2009.
- Из музеја шумова, приредио Ненад Милошевић, В.Б.З., Загреб, 2009.

Објављивала у часописима „ПроФемина“, „Књижевни магазин“, „Поља“, „Књижевност“, „Трећи трг“, „Северни бункер“, „Књижевне новине“, „Београдски књижевни часопис“, „Портрет“ (Пољска), „Pobocza“ (Пољска), „ЛибраЛибера“ (Хрватска), „Сарајевске свеске“ (БиХ), „Diwan“ (БиХ).